# Class 375
De British Rail Class 375 is een in Groot-Brittannië gebruikt treinstel bestemd voor personenvervoer.

## Vloot
| Klasse      | Type              | Exploitant   | Aantal gebouwd | Gebouwd in jaar | Aantal delen | Nummering  | Opmerkingen                                   |
| ----------- | ----------------- | ------------ | -------------- | --------------- | ------------ | ---------- | --------------------------------------------- |
| Class 375/3 | Expres & suburban | Southeastern | 10             | 2001–2002       | 3            | 375301-310 | Wordt alleen ingezet op de Medway Valley Line |
| Class 375/6 | Expres & suburban | Southeastern | 30             | 1999–2001       | 4            | 375601-630 | Derde rail en wisselstroom                    |
| Class 375/7 | Expres & suburban | Southeastern | 15             | 2001–2002       | 4            | 375701-715 | -                                             |
| Class 375/8 | Expres & suburban | Southeastern | 30             | 2004–2005       | 4            | 375801-830 | -                                             |
| Class 375/9 | Expres & suburban | Southeastern | 27             | 2003–2004       | 4            | 375901-927 | -                                             |

## Routes die worden exploiteert met de Class 375

### Hoofdlijn
- Charing Cross/Cannon Street – Tunbridge Wells en Hastings (snelle diensten)
- Charing Cross/Cannon Street – Dover Priory en Canterbury West via Ashford International, met elk uur een trein naar Ramsgate
- Victoria – Ramsgate en Dover Priory via Chatham
- Cannon Street - Ramsgate/Broadstairs via Chatham (alleen in de spits)

### Buitenwijken
- Charing Cross/Cannon Street – Tunbridge Wells
- Victoria – Ashford International, via Maidstone East
- Victoria - Gillingham via Swanley
- Victoria - Canterbury East/Faversham (alleen op zondagen)

### Medway Valley Line
- Strood – Maidstone West/Paddock Wood/Tonbridge

## Galerij

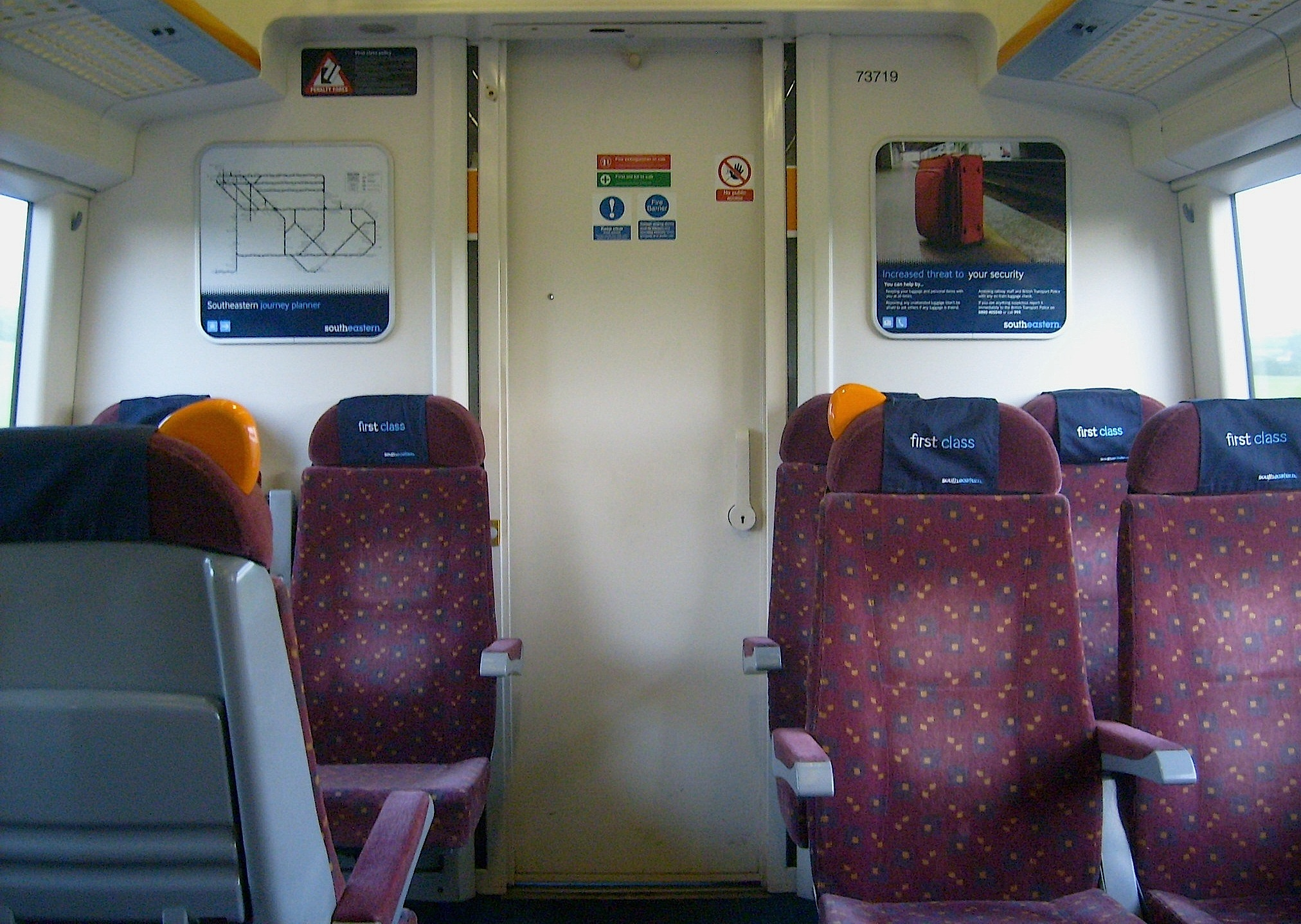
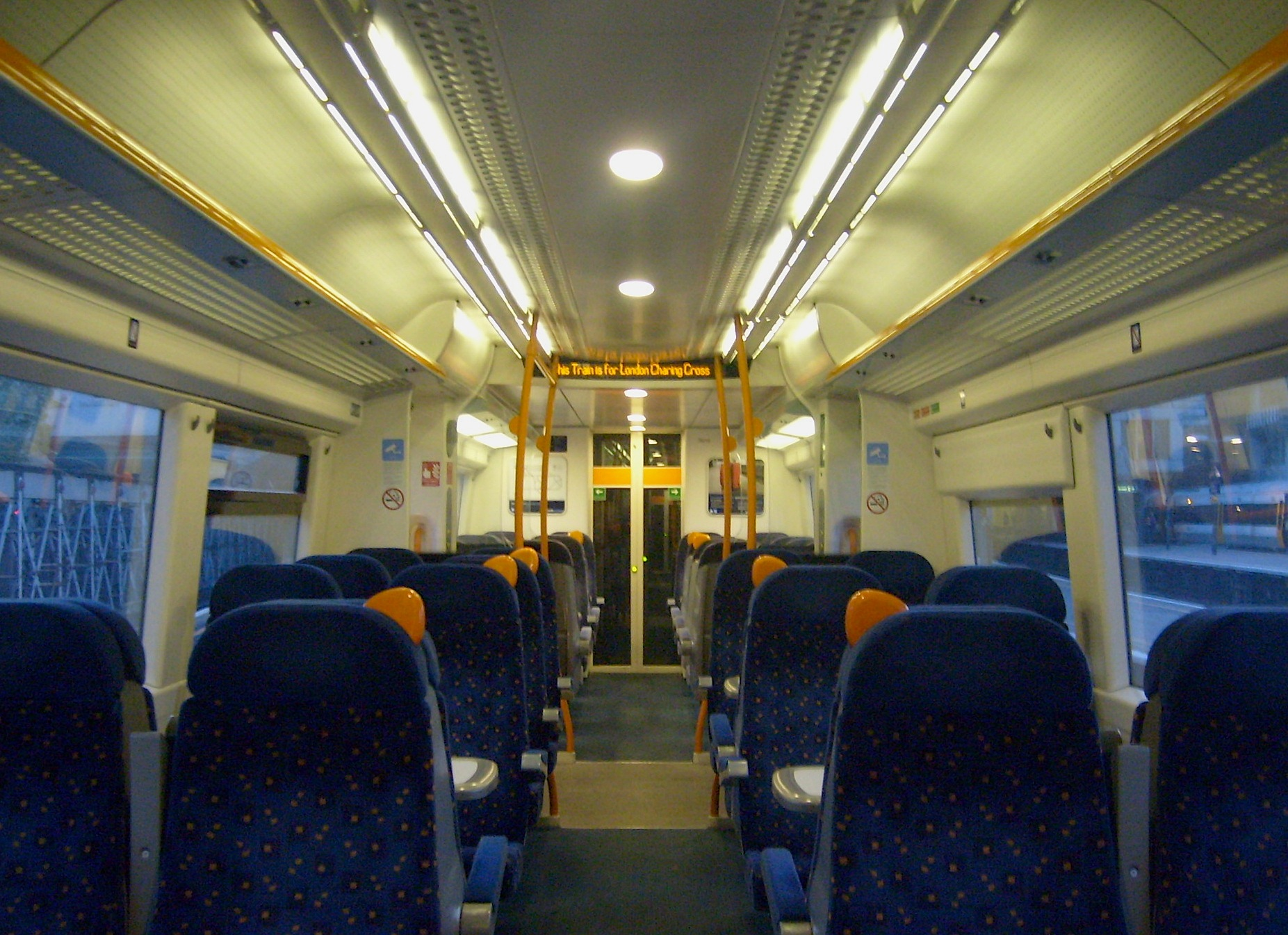
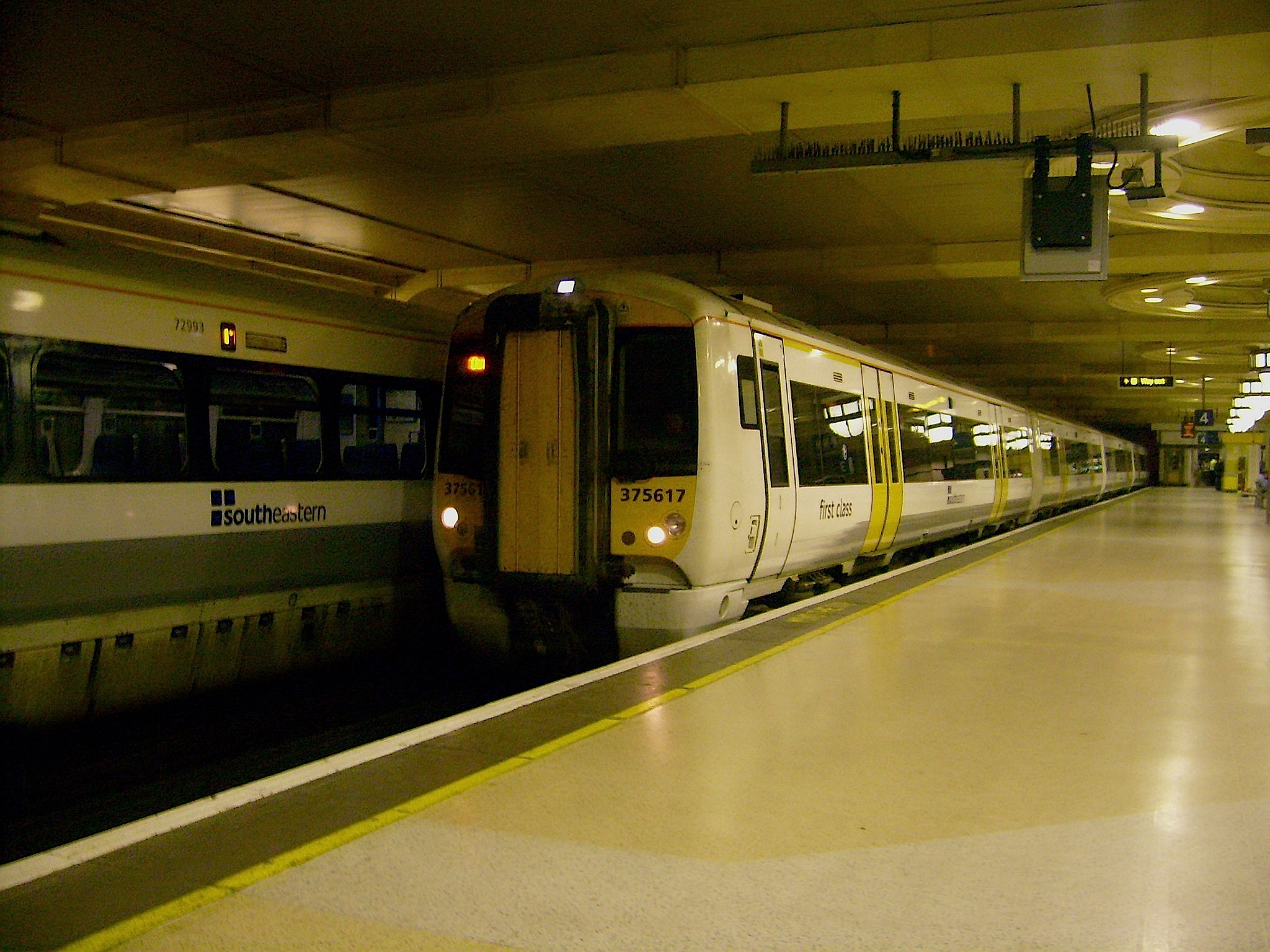
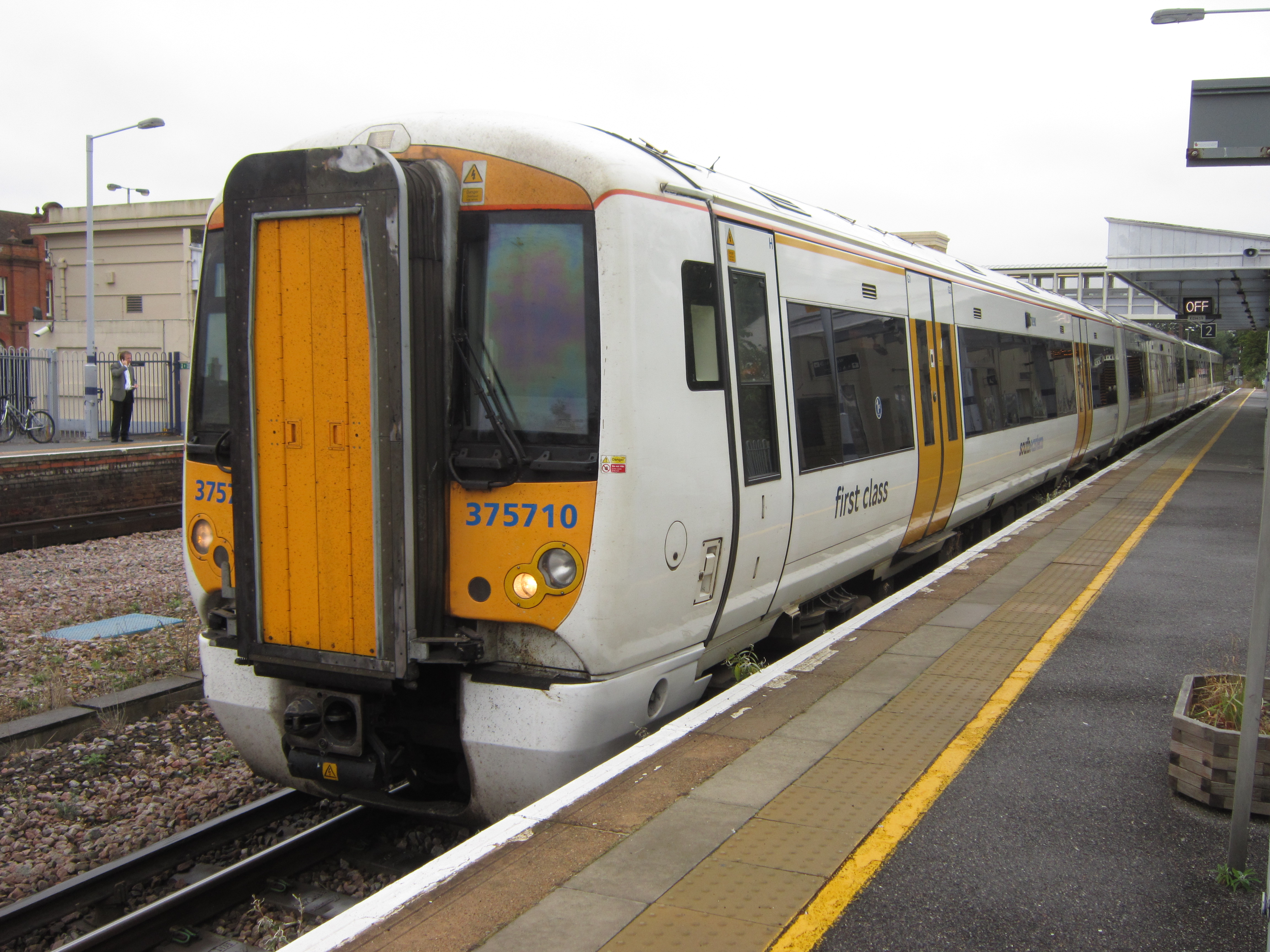
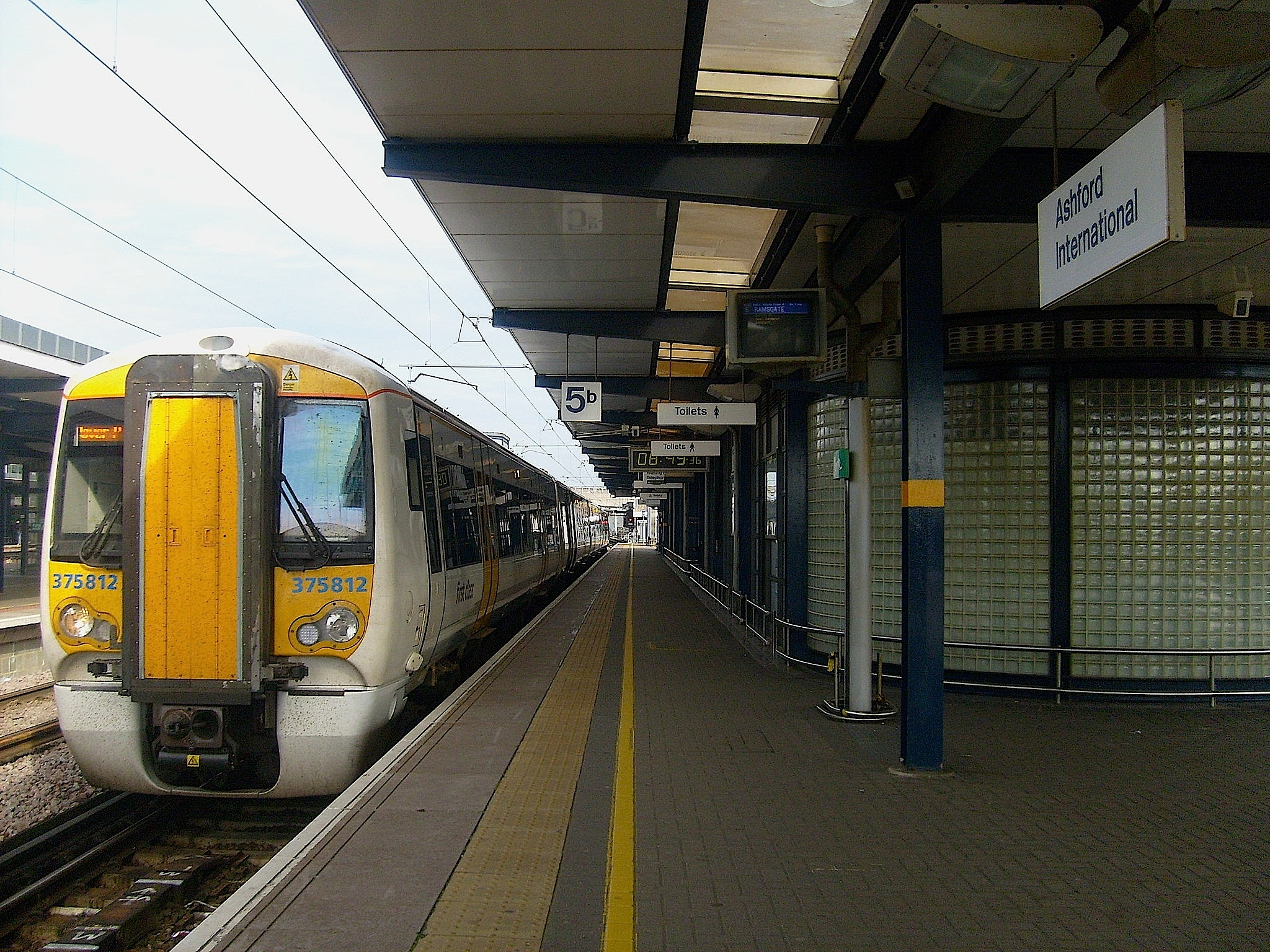
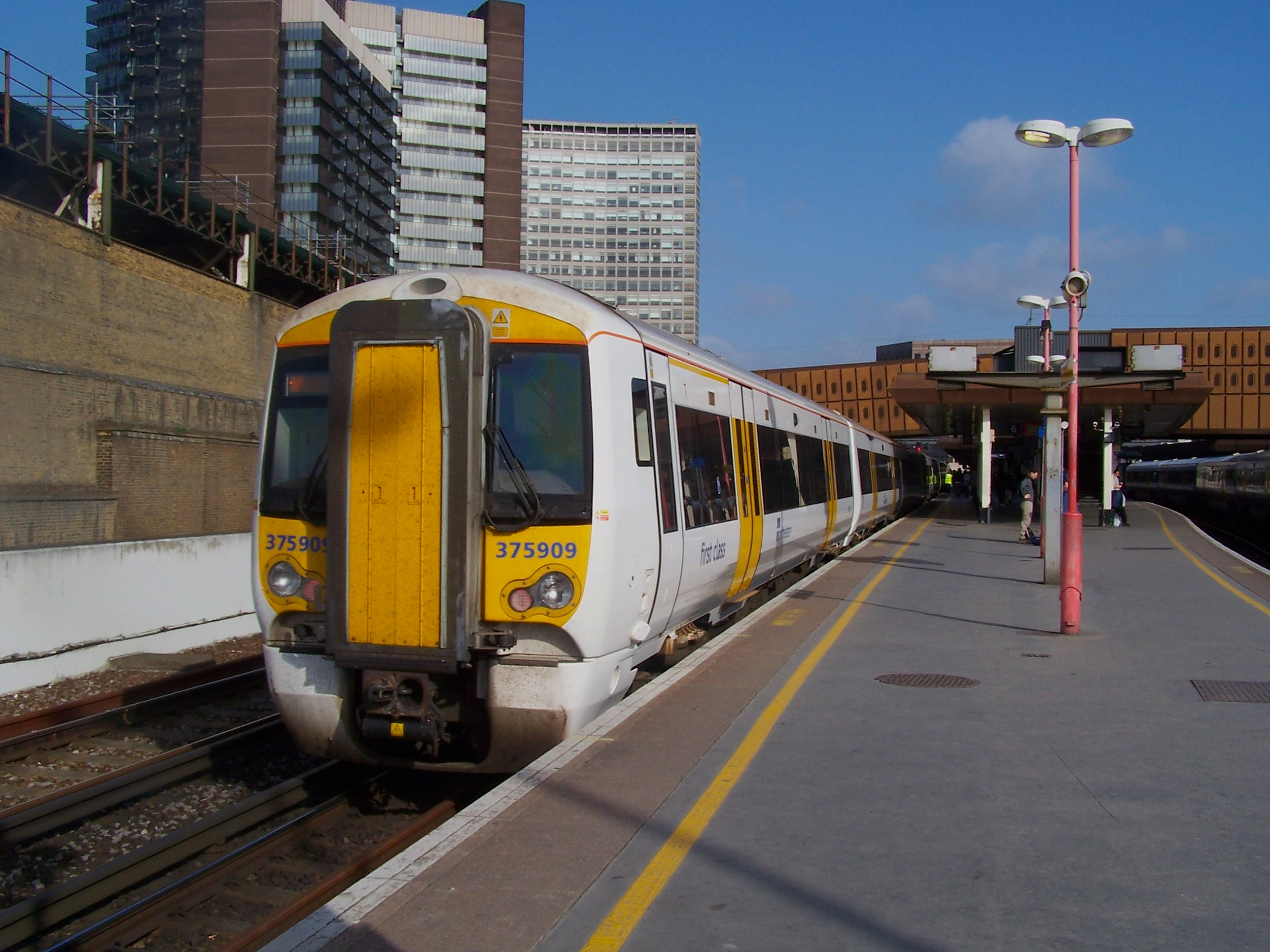